# Zurlaubener Ufer
Das Zurlaubener Ufer ist ein Teil der Uferstraße an der Mosel im rheinland-pfälzischen Trier im Stadtteil Nord. 
Es handelt sich um den nördlichsten Abschnitt des Straßenzugs unmittelbar am östlichen Moselufer; der südlich anschließende Abschnitt ist das Martinsufer.
Der Name der Straße geht zurück auf das alte Fischerdorf Zurlauben, im Trierer Dialekt Zalawen genannt.
Das Zurlaubener Ufer ist eine Anliegerstraße mit einem verkehrsberuhigten Bereich (Spielstraße).
Parallel verläuft die Ascoli-Piceno-Straße, die Teil der Bundesstraße 49 ist.

## Geschichte

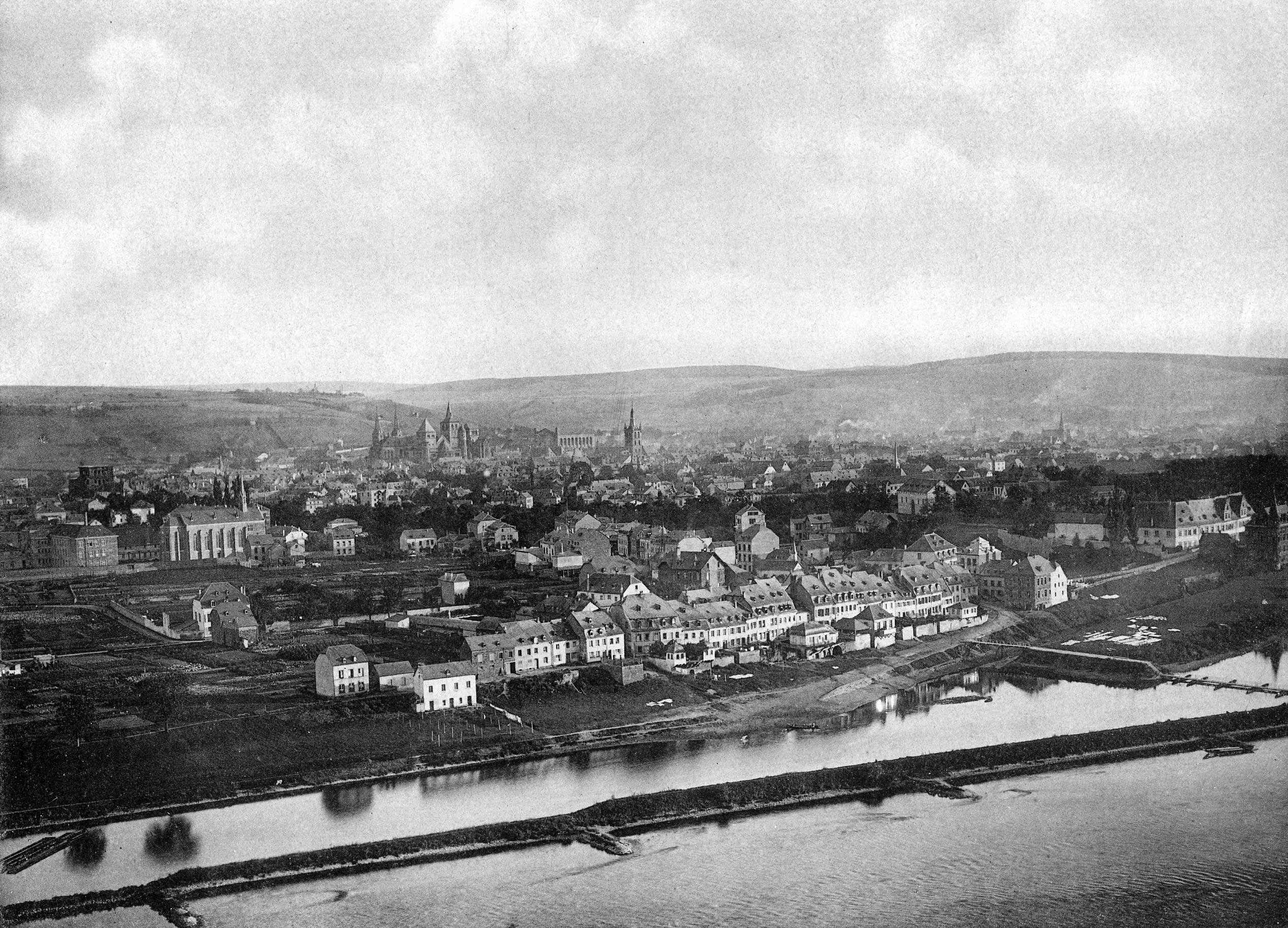
Zurlauben Ende des 19. Jahrhunderts

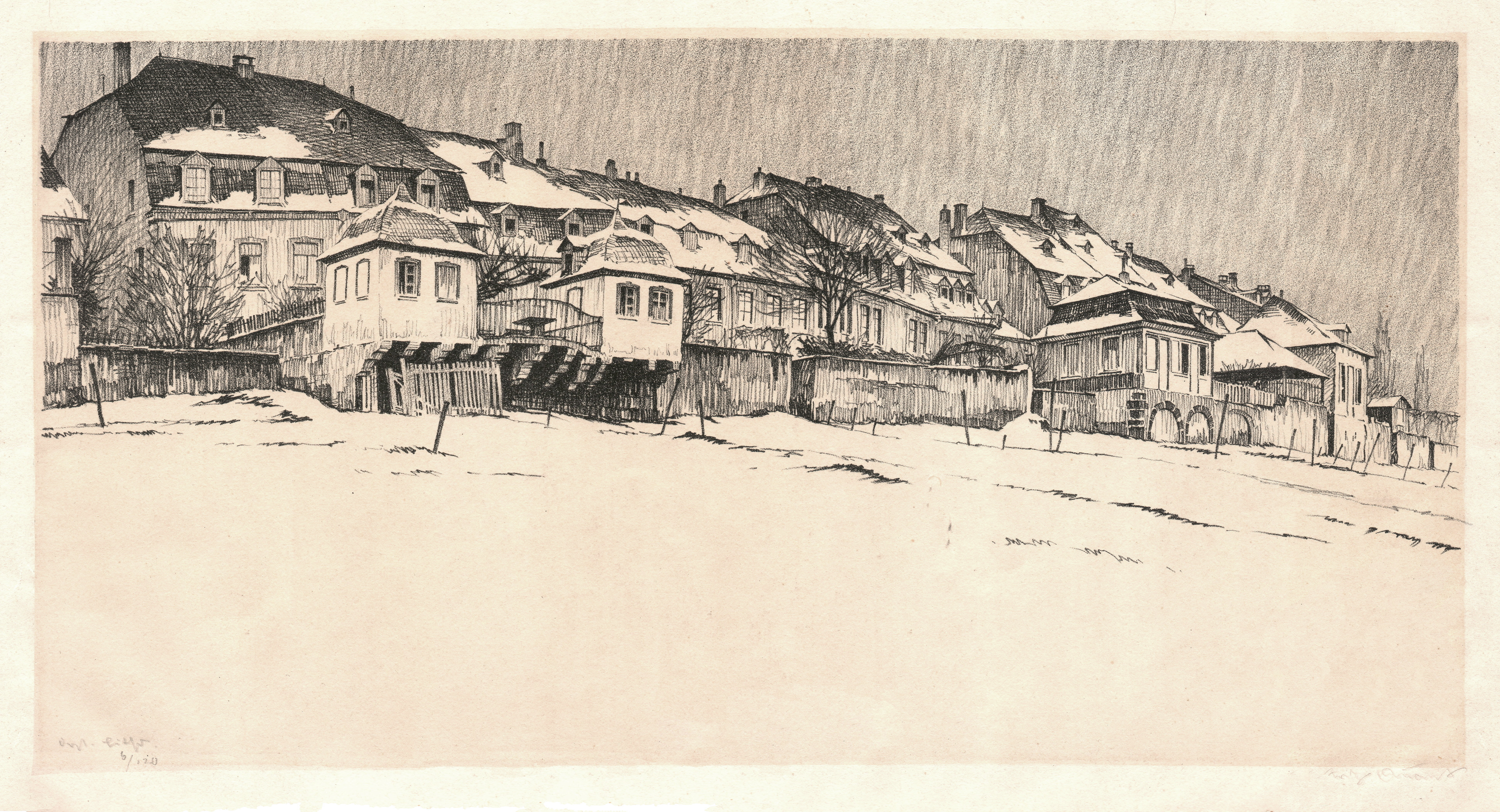
„Zurlauben im Schnee“, Lithographie von Fritz Quant

Bereits im 7. Jahrhundert wurde am Zurlaubener Ufer gebaut. Wo die ersten Häuser dieser Straße stehen, wurde zwischen 622 und 640 das Kloster St. Symphorian im romanischen Stil erbaut. Im Jahre 822 verwüsteten die Normannen das Kloster und ermordeten die 30 Benediktiner-Nonnen. Die letzte Besitzerin, die Abtei St. Paulin, ließ das Gebäude verfallen, so dass Ende des 15. Jahrhunderts nur noch ein paar Säulen zu sehen waren. 
Zurlauben wurde 1261 als „zur lauffen“, 1238 als „zue lueve“ und 1360 als „an der leuwen“ erstmals urkundlich erwähnt. Der Name hat also mit dem Wort „Laube“ zu tun, das früher eher einen überdachten Gang im oberen Stockwerk (im Sinne eines Laubengangs) bezeichnete und nicht vor den Häusern stehende Lauben. Die meisten Gebäude stammen aus dem 18. Jahrhundert. Die andere Abstammung lässt sich auch im trierischen Namen Zalawen erkennen.
1486 tauchte zum ersten Mal der Name "Zur Lauben" auf, 1579 "Zur Leuffen", 1742 "Zur Laywen", 1787 "Zur Lauben". Bedeutungsvoll für die Zurlaubener Bürger war der Bau des Martinsklosters etwa 200 m von hier entfernt, von dem man heute nur noch einen Flügel zu sehen bekommt, der heute ein Studentenwohnheim beinhaltet. Dem Kloster St. Martin gehörte sehr viel Land an der Mosel. Napoleon jedoch enteignete das Kloster und verkaufte die Ländereien parzellenweise für wenig Geld an die Zurlaubener Bürger. Ende des 17. Jahrhunderts errichtete man die Häuser nach der Zerstörung der alten Gebäude durch die Franzosen. Zwischen 1775 und 1795 wurden einige Häuser erneuert, woran die vielen Jahreszahlinschriften über den Hauseingängen erinnern. 
Die Häuser bildeten seit dem 17. Jahrhundert ein kleines Fischerdorf. Jedes der Häuser besaß kleine Gärtchen zur Mosel hin. Noch heute findet man in einigen Häusern die alten Räucheröfen, in denen einst die Fische geräuchert wurden. Am Ende der Uferwiese gab es einst eine Stützmauer, die 1930 der Aufschüttung für den Damm aber zum Opfer fiel. Der urige Charakter des Zurlaubener Ufers ist jedoch bis heute erhalten geblieben.
1801 hatte die Gemeinde Zurlauben 193 Einwohner und etwa 34 Häuser. 1888 wurde Zurlauben nach Trier eingemeindet.

## Bauwerke
Am Zurlaubener Ufer gibt es insgesamt 17 Kulturdenkmäler. Insgesamt zeigt sich am Zurlaubener Ufer ein fast geschlossenes Bild historischer Häuser. Abgerissen wurde unter anderem das klassizistische Haus Zurlaubener Ufer 93, das erste Haus von Süden kommend.

## Wirtschaft
Heute befinden sich in den alten Fischerhäusern viele Restaurants und Gaststätten mit Biergärten in den Vorgärten.

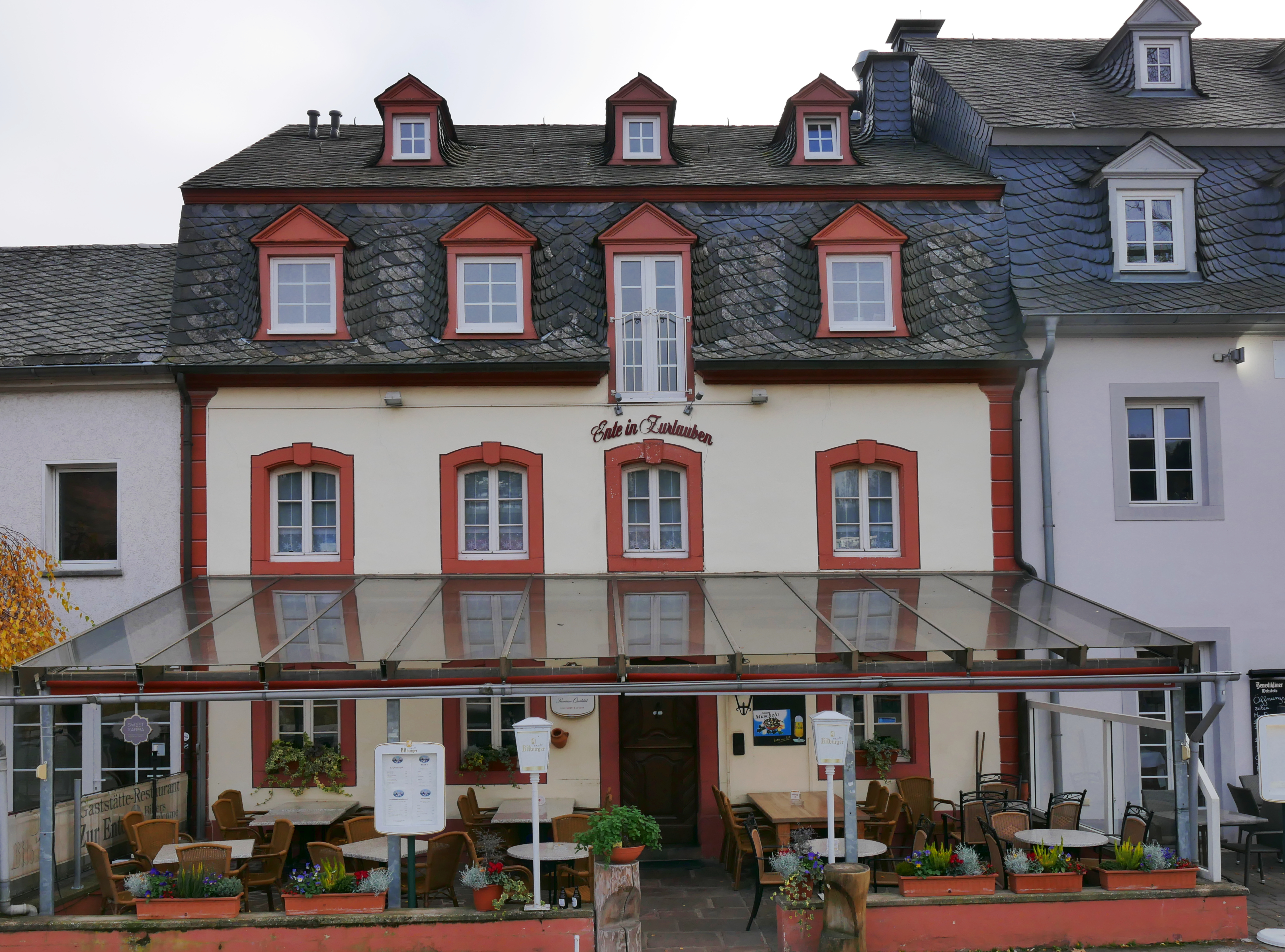
Ente in Zurlauben
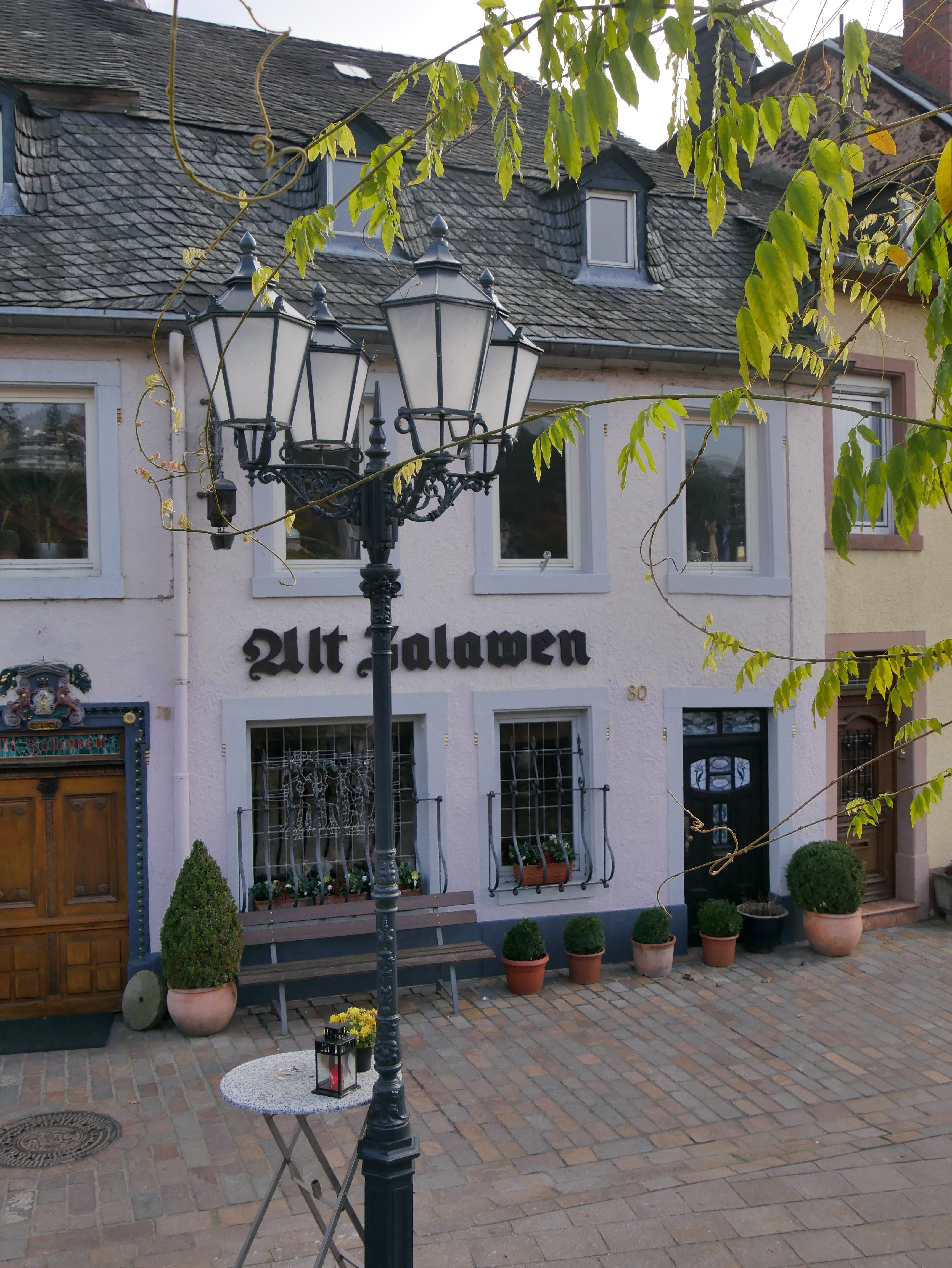
Traditionslokal Alt Zalawen
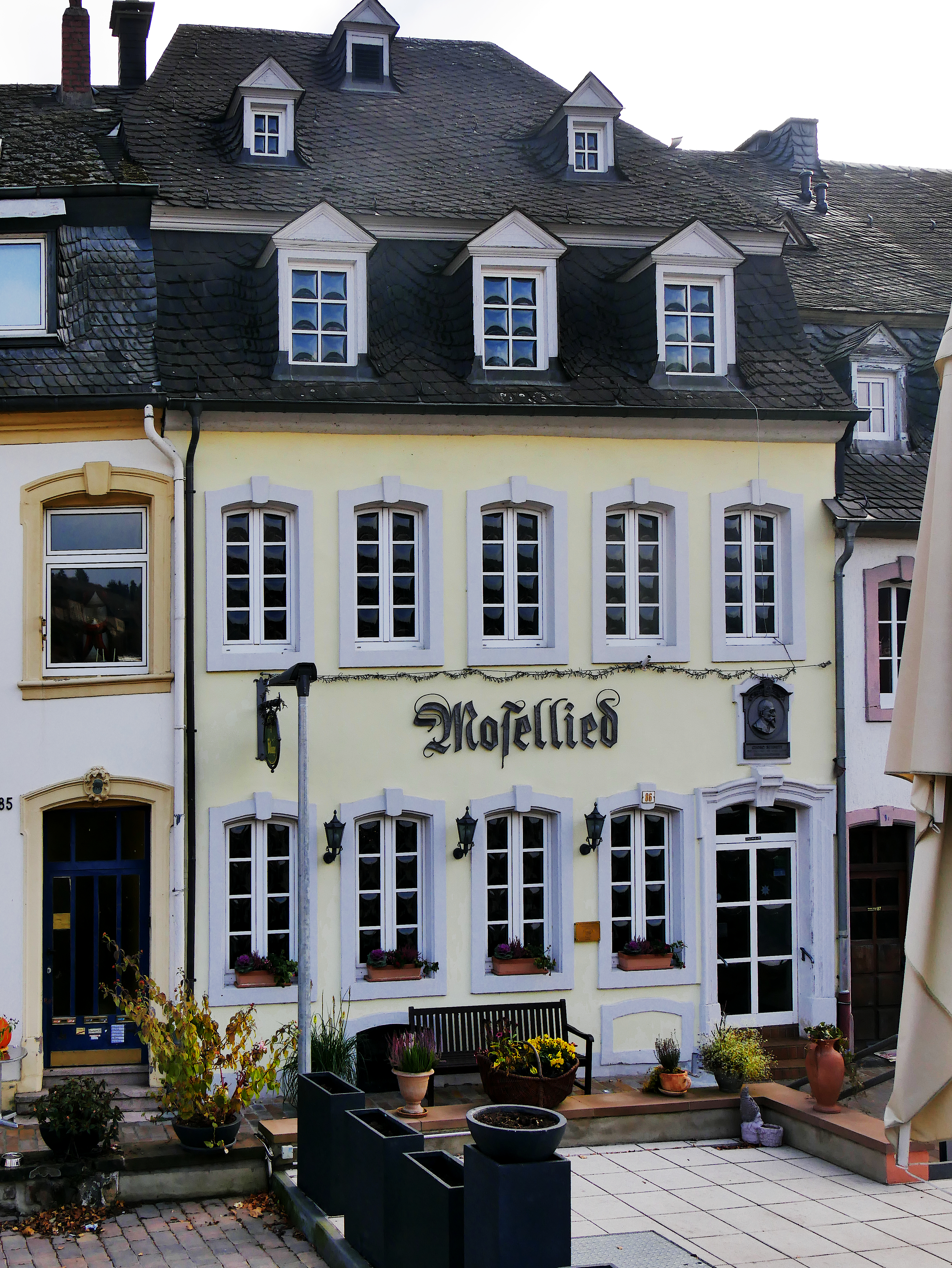
Mosellied, Geburtshaus von Georg Schmitt
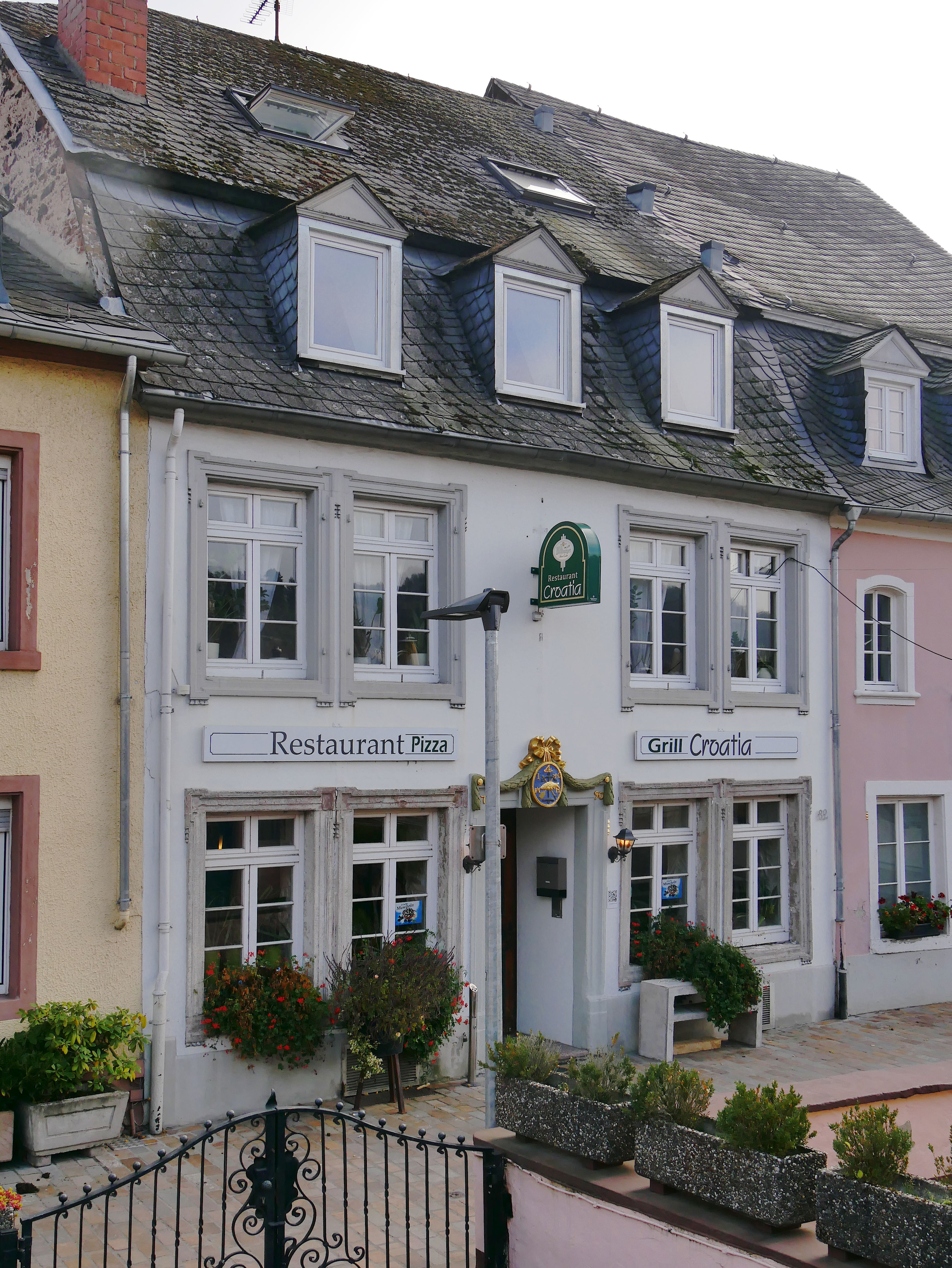
Croatia Grill
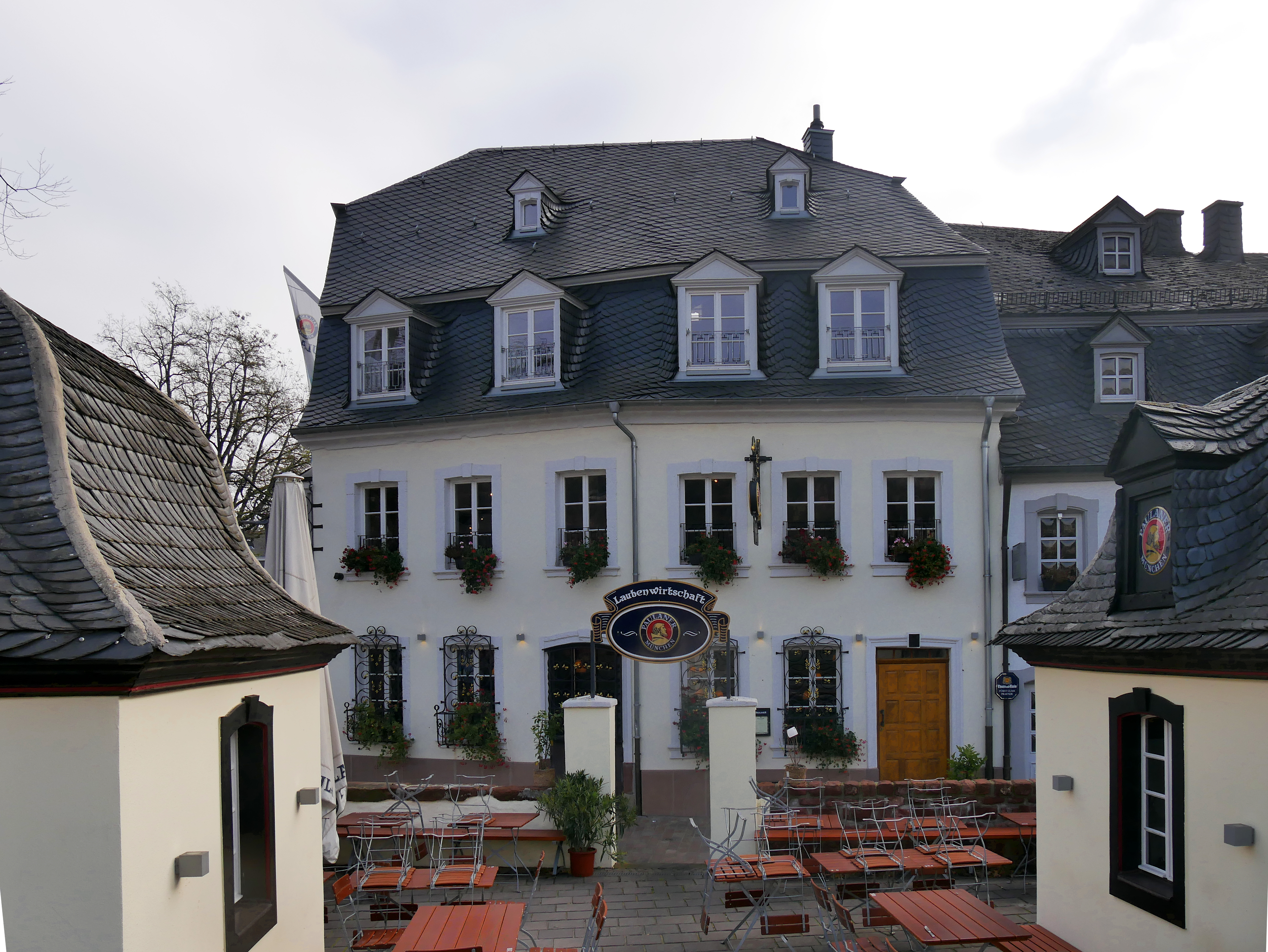
Paulaner

In Zurlauben befindet sich auch die Schiffsanlegestelle für den Personenschiffverkehr auf der Mosel. Jährlich findet in Zurlauben auch das Zurlaubener Heimatfest statt, das eines der großen regionalen Feste an der Mosel darstellt und dessen Start mit dem traditionellen Fassanstich und einem großen Feuerwerk gefeiert wird. Seit 2012 gibt es im April auch ein Frühjahrsweinfest.